# Golf du Château de la Bawette
 (février 2019).
Le Golf du Château de la Bawette a été érigé en 1988, à Wavre, sur le domaine du Château de la Bawette. Le parcours 18 trous « Le Parc » a été dessiné par l’architecte de golf irlandais Tom McAuley.

## Historique
Officiellement inauguré le 6 juin 1988, le golf du Château de la Bawette est situé en plein cœur du Brabant Wallon, à quelques kilomètres du Sud de Bruxelles. Il s’étend dans un parc de 65 hectares, parsemé de coteaux boisés, de ruisseaux et de pièces d’eau.